# Vladikavkaz
Vladikavkaz (ruski: Владикавказ, osetski: Дзæуджыхъау, Dzaudžikau, prijevod na osetski "selo Dzauga") je glavni grad republike Sjevernoe Osetije-Alanije u južnoj Rusiji. Ime grada u prijevodu doslovno znači "vladaj u Kavkazu". Nalazi se na obali rijeke Terek.
Vladikavkaz je osnovan 1784. godine. Status grada stječe 1860.
Broj stanovnika: 312.427 (2009.).

## Vanjske poveznice
- Wladikawkas na stranici mojgorod.ru (na ruskom jeziku)